# Narjis
Narjis (en arabe : نرجس, qui signifie « Narcisse ») est l'épouse de l'imam Hasan al-Askari, la mère du douzième imam de l'islam chiite duodécimain, et la fille de Yishû‛â, le fils du césar romain (de l’Empire d’Orient). Son nom de naissance est Malika. Elle est connue sous d’autres noms après son mariage avec l’Imâm Hasan al-Askari. Les plus célèbres de ses noms sont Narjis, Rayhana, Sakil, Susan,.
De nombreuses sources la décrivent comme étant une « princesse romaine (byzantine) » qui prétendait être une esclave pour pouvoir voyager de son royaume jusqu'en Arabie. Selon Ibn Babuyeh Qommi, Narjis aurait vu dans un rêve Marie, mère de Jésus, et Fatima, fille du prophète Mahomet, et se serait convertie à l'islam,

## Biographie
Al-Mas'ûdî fut le premier savant à révéler des informations sur Narjis en tant que mère du douzième imam. Selon ses récits elle aurait été une esclave romaine nommée Narjis. Rapporté selon Ibn Babuyeh al-Qomni et Allameh Majlesi, Narjis était une chrétienne, elle était la petite fille d'un césar romain qui lui même était un descendant d'un des apôtres de Jésus, Simon. 
Selon le récit d'Ibn Babuyeh al-Qomni, Narjis aurait vu Marie, la mère de Jésus, Fatima, la fille de Mahomet, la nuit dans ses rêves pendant quatorze nuits. Elles lui auraient demandées de se convertir à l'islam et de se rendre à Médine, en se faisant passer pour une captive de l'armée musulmane. Rapporté dans le célèbre recueil Al Ghaybah ; après sa conversion à l'islam à la demande de Marie et Fatima, Narjis aurait eu un autre rêve dans lequel elle a été rendre visite à Hassan al-Askari, le onzième imam chiite. L'imam lui aurait dit que sous peu, son grand père enverra une armée pour lutter contre les musulmans, et qu'elle devra faire en sorte de se rendre en captivité sans être identifiée.
Petite fille du césar romain, la princesse Malika quitta sa vie somptueuse de palais pour épouser le onzième imam des chiites duodécimains, dans une maison assiégée à Samarra, en Irak. Descendante du disciple du Christ, Simon Pierre, la princesse byzantine voit sa destinée s'écrire au travers de plusieurs rêves. Convertie à l’islam par l’invitation en rêve de Fatima, la fille du prophète Mahomet, elle fait la rencontre de Hassan al-Askari, aussi surnommé al-Hâdi, au cours d’autres songes, elle finit par rêver de son mariage avec lui en présence de Jésus-Christ, de la Vierge Marie, et de Mahomet. Elle fut cependant promise à un commandant romain qu'elle n'aimait pas, elle décida donc de fuir et de se laisser capturer par les troupes musulmanes, dans l’espoir de rejoindre son amour. Ainsi commença un long périple vers les contrées musulmanes, là où elle finira par rencontrer le onzième imam. Ils se marieront ensemble, et Narjis donnera peu après naissance au douzième imam, Muhammad al-Mahdi, qui, selon l'eschatologie chiite, émergera à la fin des temps accompagné de Isa (Jésus-Christ) pour rétablir la paix et la justice sur Terre comme elle aura été remplie d'injustice.

## Mort et sépulture

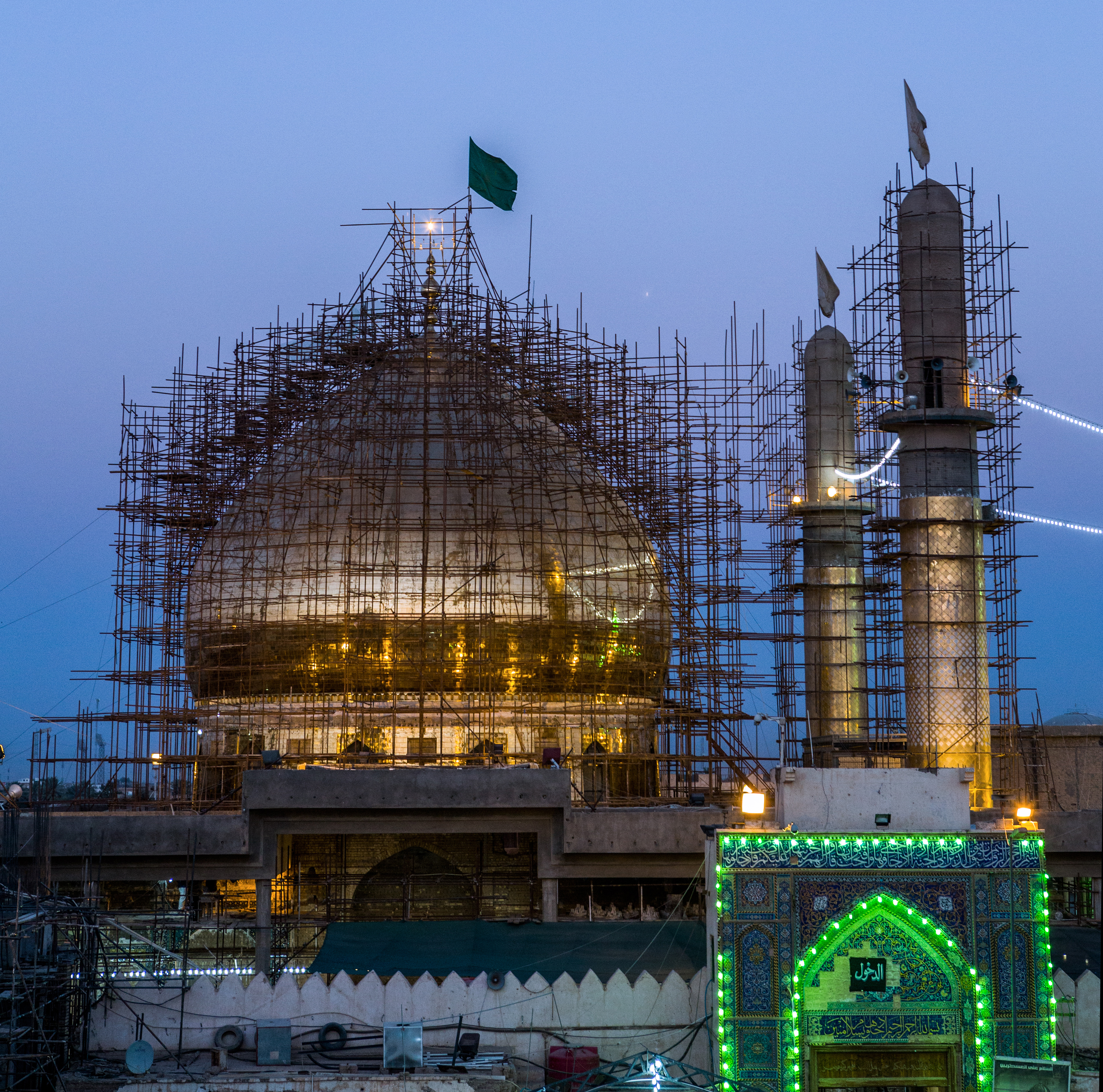
Le Sanctuaire Al-Askari en 2013

Mentionnée par Ibn Babuyeh al-Qomni, la mort de Narjis a précédé la mort de son mari Hasan al-Askari en 260 de l'année de l'Hégire. Mais selon Najashi, un savant chiite, elle serait restée vivante après s'être cachée dans la maison de Muhammad ibn Ali ibn Hamza, l'un des plus proches compagnons de Hasan al-Askari.
La tombe de Narjis est située dans le Sanctuaire Al-Askari en Irak, juste à côté de la tombe de son époux. Ali al-Hadi et Hakimah Khatun y sont également enterrés.

## Dans la culture populaire
La Princesse de Rome est un film d'animation irano-libanais qui présente l'histoire de la princesse Malika. Réalisé par Hadi Mohamadian, le film est présenté au 31e festival de Fajr en 2013.

## Sources
1. ↑  Henry Corbin, En Islam iranien, Tome IV : De Byzance à Samarra
2. ↑  Islamique messianisme, al Mahdi: Étude du concept principal de l'Imâm sauveur par les Shi'ites Duodécimains, Abdulaziz Sachedina, P136
3. 1 2 3  (en) electricpulp.com, « Islam in Iran  vii. The concept of Mahdi in Tw – Encyclopaedia Iranica », sur www.iranicaonline.org (consulté le 25 août 2018)
4. 1 2  Muhammad Baqir, Majlisi, Kitab al-ghaibah (lire en ligne)
5. 1 2 3  Zeinab Golestâni, « La Princesse de Rome, archétype du nouveau cinéma d’animation iranien - La Revue de Téhéran | Iran », sur www.teheran.ir (consulté le 25 août 2018)
6. 1 2  (en) « The Occultation of the Twelfth Imam (A Historical Background) », sur Al-Islam.org (consulté le 25 août 2018)
7. ↑  « Shrine of Imām al-Hādī and Imām al-‘Askarī », 4 mars 2006